# Schneeleopardfell

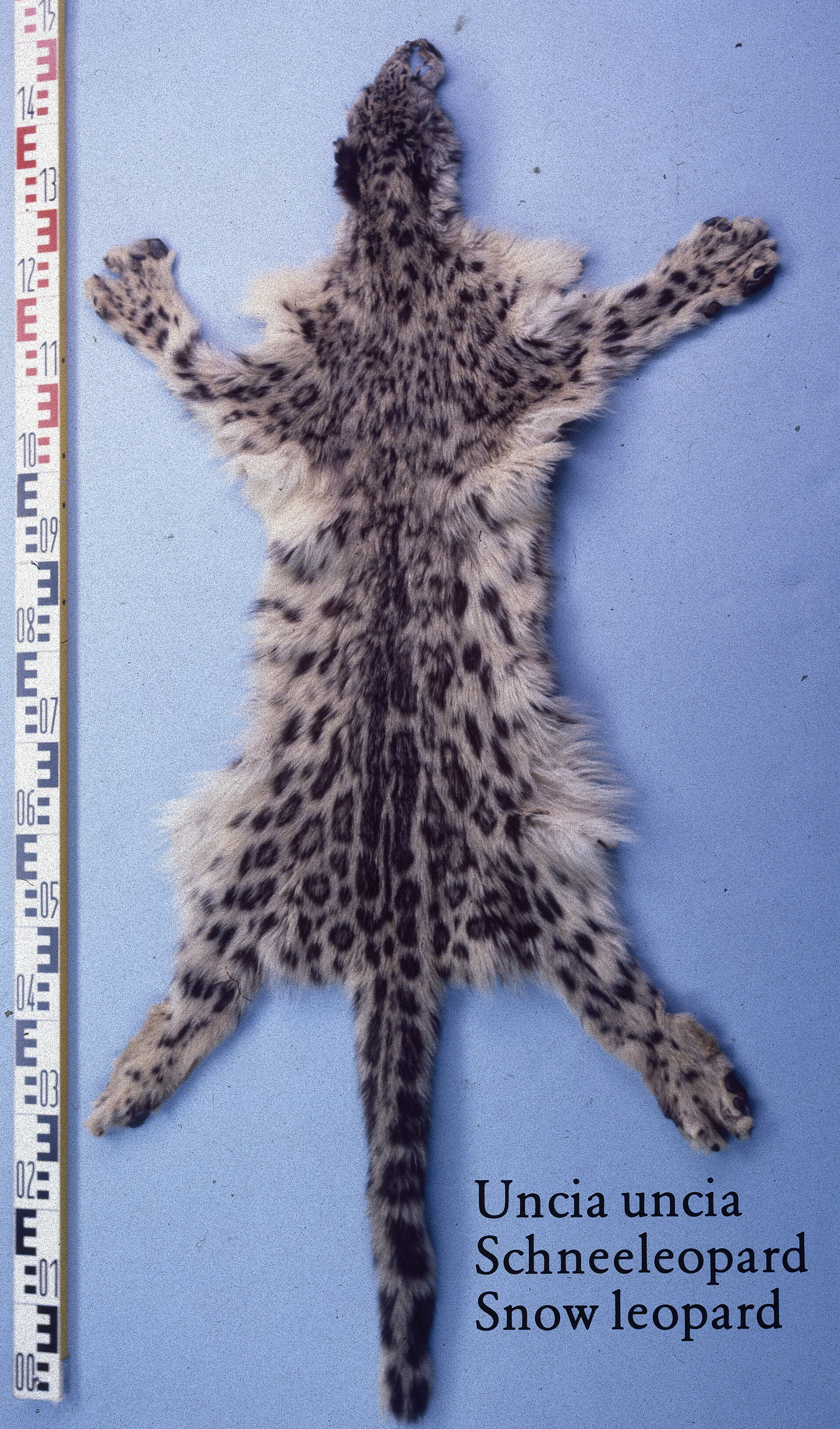
Schneeleopardfell

Schneeleopardfelle stellten im Rauchwarenhandel einen noch weniger bedeutenden Artikel als Felle anderer Großkatzen dar, schon wegen ihres geringen Vorkommens. Während sie anfangs, neben der Nutzung im Herkunftsgebiet, nur als Pelzdecke, Vorleger und Wandbehänge Verwendung fanden, wurden sie für kurze Zeit in der Pelzmode der Moderne auch zu Damenkleidung verarbeitet.
Der Lebensraum des Schneeleoparden, auch Irbis genannt, ist Zentralasien, von Ostturkestan bis Kaschmir und Sikkim, vom Altai und Pamirgebirge bis Osttibet, in Höhen bis zu über 4000 Meter.
Der Haltbarkeitskoeffizient für Kleidung aus Schneeleopardfell wurde mit 50 bis 60 Prozent angegeben.
Nach dem Washingtoner Artenschutzübereinkommen vom 3. März 1973 zählt der Schneeleopard zu den von der völligen Ausrottung bedrohten Tierarten und wird deshalb als absolut geschützt im Anhang I des Abkommens geführt.

## Fell
Das Fell des Männchens erreicht eine Kopfrumpflänge von 110 bis 120 Zentimeter, mit der sehr großen Schwanzlänge von 90 bis 122 Zentimeter unterscheidet es sich von anderen Großkatzenfellen. Weibliche Tiere sind etwas kleiner. Die durchschnittliche Länge neugeborener Tiere beträgt 23 bis 30 Zentimeter, die Schwanzlänge 15 bis 16 Zentimeter. Entsprechend dem kalten Klima ist das Fell sehr dicht, weich und langhaarig. Der Kopf ist relativ klein; die Fußsohlen sind behaart.
Der Schneeleopard ähnelt in der Fellzeichnung dem größeren Leoparden, der Gesamteindruck ist auch luchsartig. Häufig wurde das Fell mit dem sehr hellen kaukasischen und nordpersischen Leoparden mit viel kleinerer Fleckung, vor allem aber mit dem langhaarigen, ebenfalls sehr hellen, aber großgefleckten Amurleoparden verwechselt.
Die Grundfärbung ist besonders im Winterfell sehr hell, fast weiß, sonst zartgelblich oder rötlich grauweiß, auf dem Rücken und den rückennahen Flanken dunkler mit Grauton, an den Seiten heller. Schwarze Vollflecken verändern sich zu den Seiten bis zu den Schenkeln in schwarzgraue bis schwarze Ringflecken, die längs des Rückens vom Kopf bis zum Schwanz enger stehen und reihenweise angeordnet sind. Die Zeichnung besteht aus einer über den Körper verteilten schwarzen Fleckung (Musterung) wechselnder Formen und Größen, unter anderem Tupfen, Bänder (Streifen); ringähnliche, halbringähnlichen Formen, Rosetten (bis 7 oder 8 Zentimeter Durchmesser) und Winkelungen. Besonders markant ist die Fleckung in dem Aalstreifen, der sich in der Fellmitte vom Kopf über Nacken und Rücken erstreckt und sich im Schwanz fortsetzt. Die Kehle, der Bauch und die Innenseite der Beine sind heller bis weiß. Der Schweif ist wollig, sehr dicht behaart und hat in regelmäßiger Musterung schwarze Querbinden in Form eines halben Ringes. Die Flecken variieren stark in Größe, Form und Anordnung. In den schwarzen Flecken sind die Grannenhaare völlig schwarz, sonst schwarz mit heller Binde. Beim Sommerfell tritt auch die Fellzeichnung infolge des dann fehlenden Unterhaars deutlicher hervor, das Fell erscheint wesentlich dunkler und nicht so verwaschen. Im Sommer und bei Jungtieren können die Fleckenränder fast völlig schwarz sein, im dichten Winterfell erscheinen sie immer grauschwarz. Gegenüber dem Leopard wirkt die Fleckung, bedingt durch die dichtere und rauchere Behaarung verschwommener, sie variiert auch fast mehr als beim Leoparden in ihrer Größe, Form und Anordnung. Insgesamt sind Form, Größe und Verteilung der Fleckung nicht so gleichmäßig wie beim Leoparden, teilweise stehen die Flecken weniger eng zusammen. Die Läufe sind stark gefleckt (vorwiegend außen). Die Zeichnung und die Grundfärbung variieren individuell; es bestehen jedoch keine geographischen Unterschiede in der Färbung.
Am Rückenfell stehen etwa 4000 Haare pro Quadratzentimeter. Das Verhältnis von Grannenhaaren zu Wollhaaren ist 1:8. Die Länge der Leithaare am Rücken erreicht über 5 Zentimeter, das Bauchhaar kann, luchsähnlich, bis zu 12 Zentimeter lang sein. Neben Haaren mit schwarzen Spitzen finden sich auch ganz schwarze Haare. Der Haarwechsel erfolgt zweimal jährlich, der genaue Zeitpunkt scheint nicht bekannt. Der Frühjahrshaarwechsel beginnt wohl ehestens Ende April. Sommer- und Winterpelz unterscheiden sich in Länge und Dichte nur wenig,

## Geschichte, Handel

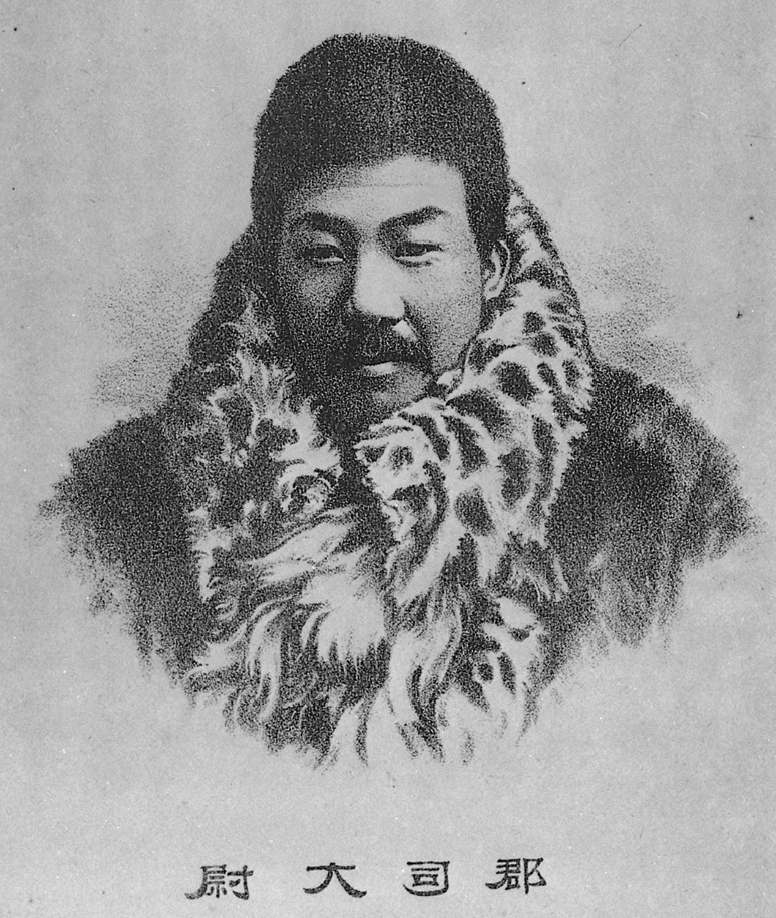
Leutnant Gunji Shigetada mit Kragen aus Schneeleopardfell (Japan, vor 1924)
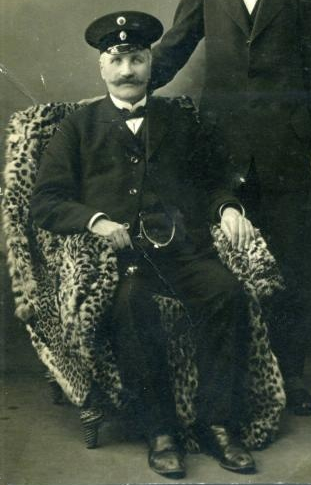
Aleksandr Jagar, Direktor der Moskauer Landwirtschaftsakademie, auf einer Decke aus Schneeleopardfell (um 1915)

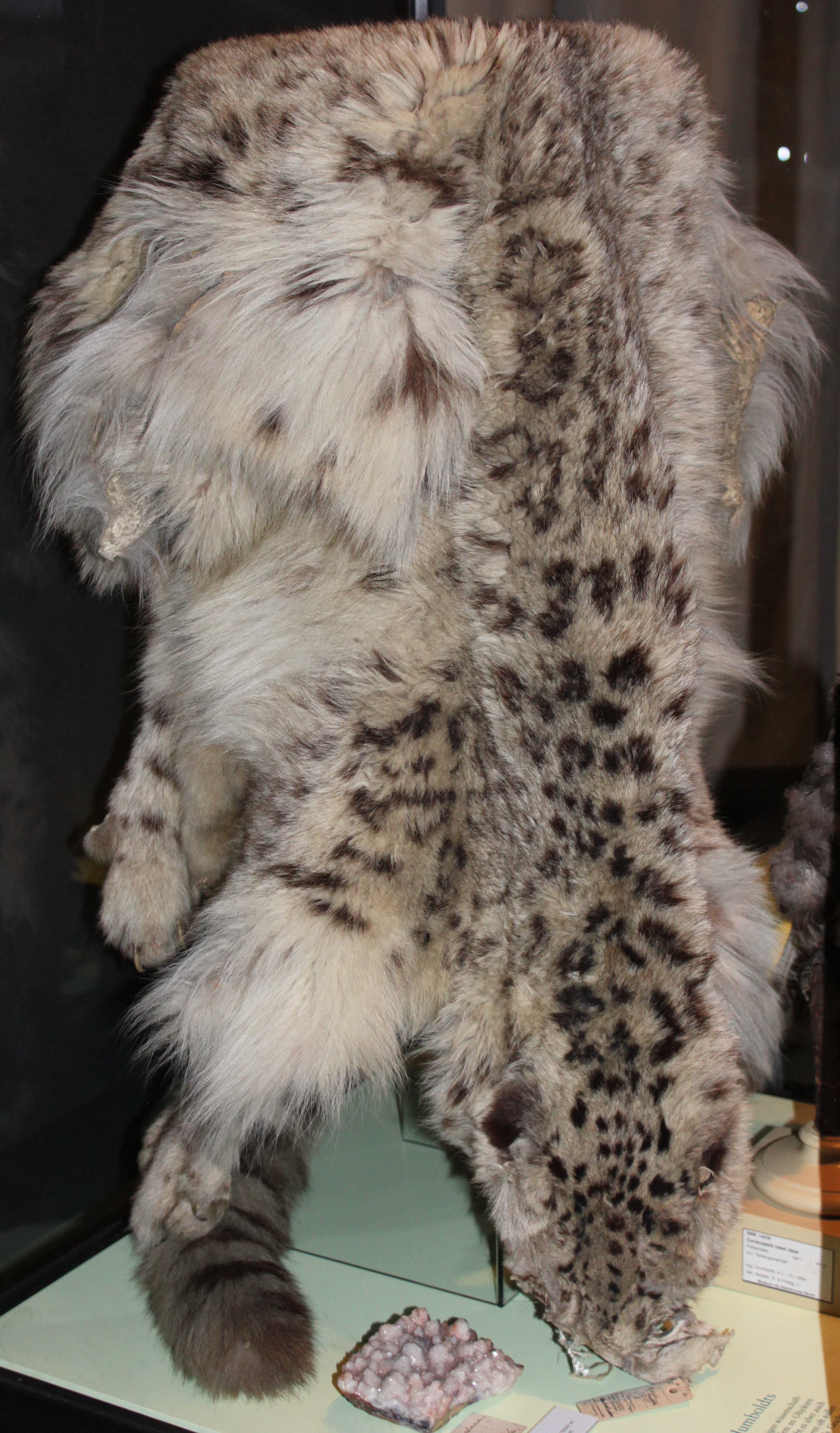
Fell eines im Jahr 1775 erlegten Schneeleoparden

Noch in der ersten Hälfte des 20. Jahrhunderts waren Irbisfelle zwar hochgeschätzt und -bezahlt durch die Bevölkerung des Verbreitungsgebiets, für den internationalen Markt waren sie jedoch ohne Bedeutung. Der Preis eines guten Fells lag bei höchstens 4,70 Rubel. Noch 1956 erwarben Käufer aus den USA auf der Leningrader Auktion 120 Felle für einen Durchschnittspreis von 11,25 Dollar. Bereits 1967, 11 Jahre danach, wurde für die nur noch 10 angebotenen Felle 175 Dollar das Stück gezahlt.
1959 klassifizierte der russische Rauchwarenstandard nach
a) Größen
a) über 4500 cm² b) bis 4500 cm²
b) Qualitäten: I, II, III, IV
c) Fehler: kleine, mittlere, große
Der frühere russische Standard teilte die Felle nach der Herkunft in kaukasische und mittelasiatische Herkommen auf, obwohl der Schneeleopard im Kaukasus nicht beheimatet ist. Da es schwierig war, bei dem geringen Anfall passende Sortimente zusammenzustellen, hat man die Aufteilung nach Herkommen zum Schluss aufgegeben. Wahrscheinlich kamen in den Anlieferungen von Schneeleoparden auch ähnlich beschaffene, im russischen Raum angefallene Leopardfelle zum Angebot.
Die Rohfelle werden offen, nicht rund abgezogen angeliefert.
In Russland wurde der Schneeleopard, bei einem Bestand von 800 bis 1000 Exemplaren, unter Schutz gestellt. In Indien ist der Schneeleopard seit 1952 geschützt. In die USA ist der Import von Schneeleopardfellen seit 1969 verboten. Die Weltnaturschutzunion IUCN führt die Art als stark gefährdet („Endangered“). Im Washingtoner Artenschutzübereinkommen steht der Schneeleopard (Uncia uncia) in Anhang I, die Erstlistung und der Höchstschutz erfolgte zum 20. Juni 1976. Der Schutz nach dem Bundesnaturschutzgesetz (streng geschützt) besteht seit dem 31. August 1980.

## Verarbeitung
Ursprünglich wurden die Felle nur zu Decken (Autodecken) verwendet, naturalisiert zu Vorlegern und Wandbehängen, oft mit ausgearbeiteten Köpfen. Die ersten Jacken und Mäntel aus Großkatzenfellen überhaupt wurden um 1900 hergestellt, zu der Zeit noch ohne Anklang bei den Kundinnen. Anfang der zweiten Hälfte des 20. Jahrhunderts begann man aus den besseren Qualitäten, insbesondere wenn der Preis für Luchsfelle hoch war, Verbrämungen und Besätze zu arbeiten, auch sportliche Damenmäntel und -jacken. Wahrscheinlich nicht erst 1970 waren die Anlieferungen allerdings so gering, „dass die meisten Kürschner diese Felle kaum noch in den Händen gehalten haben“.
Im Jahr 1965 wurde als Fellverbrauch für eine für einen Schneeleopardenmantel ausreichende Felltafel mit 4 bis 6 Fellen errechnet (sogenanntes Mantel-„Body“). Zugrunde gelegt wurde eine Tafel mit einer Länge von 112 Zentimetern und einer durchschnittlichen Breite von 150 Zentimetern und einem zusätzlichen Ärmelteil. Das entspricht etwa einem Fellmaterial für einen leicht ausgestellten Mantel der Konfektionsgröße 46 des Jahres 2014. Die Höchst- und Mindest-Fellzahlen können sich durch die unterschiedlichen Größen der Geschlechter der Tiere, die Altersstufen sowie deren Herkunft ergeben. Je nach Pelzart wirken sich die drei Faktoren unterschiedlich stark aus.

Schneeleopardfelle in künstlerischen Darstellungen
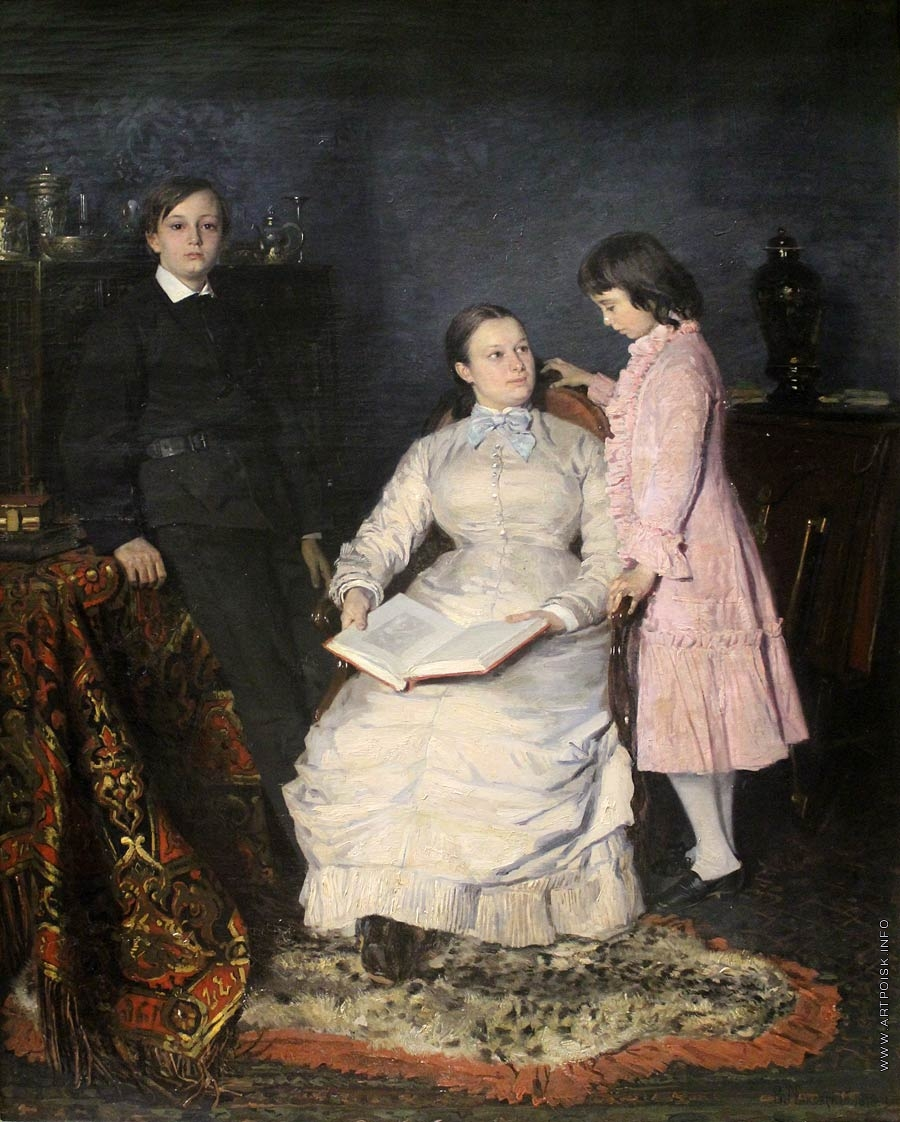
Als Vorleger (1878)
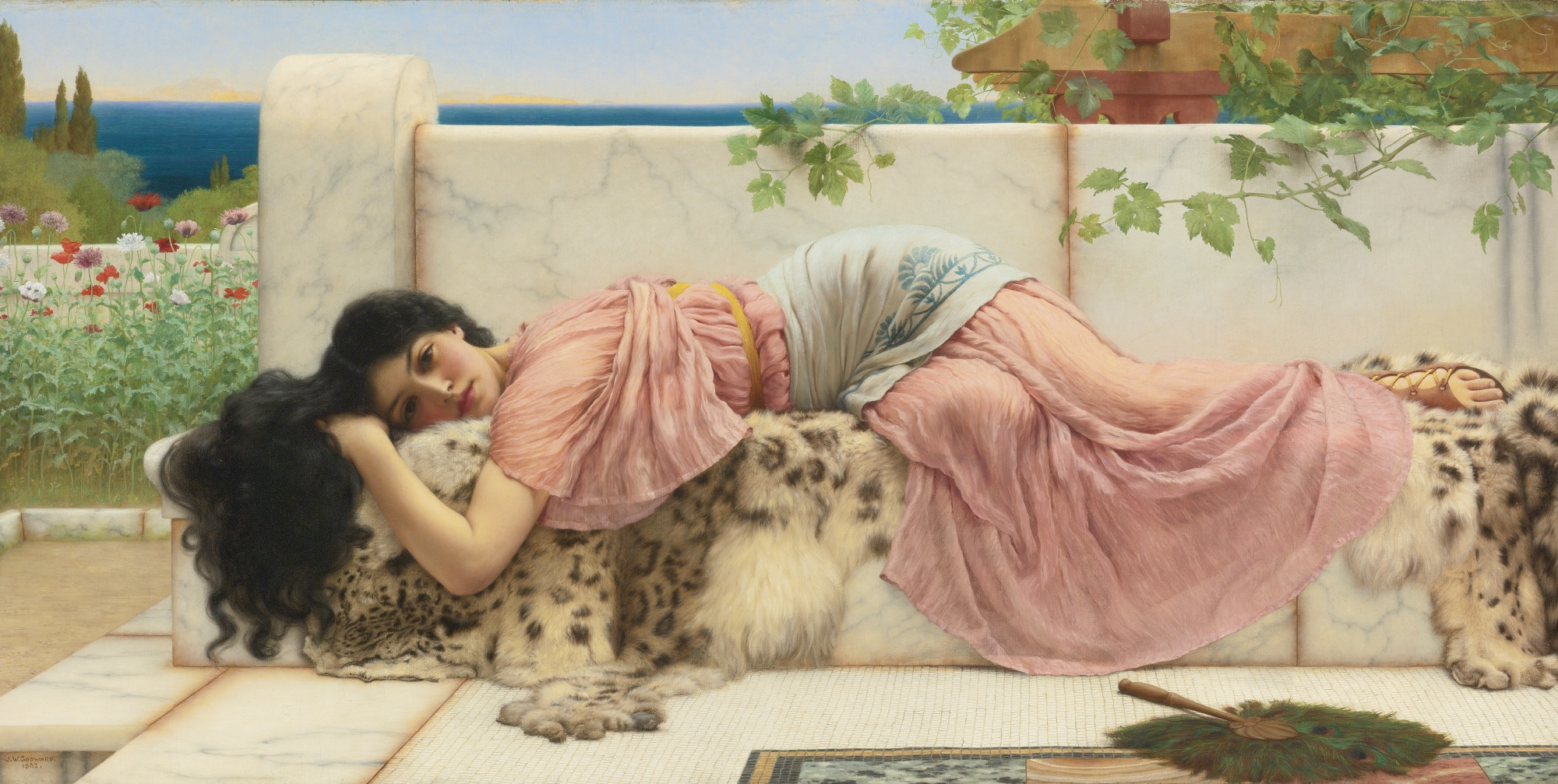
Auf einer Bank (1902)
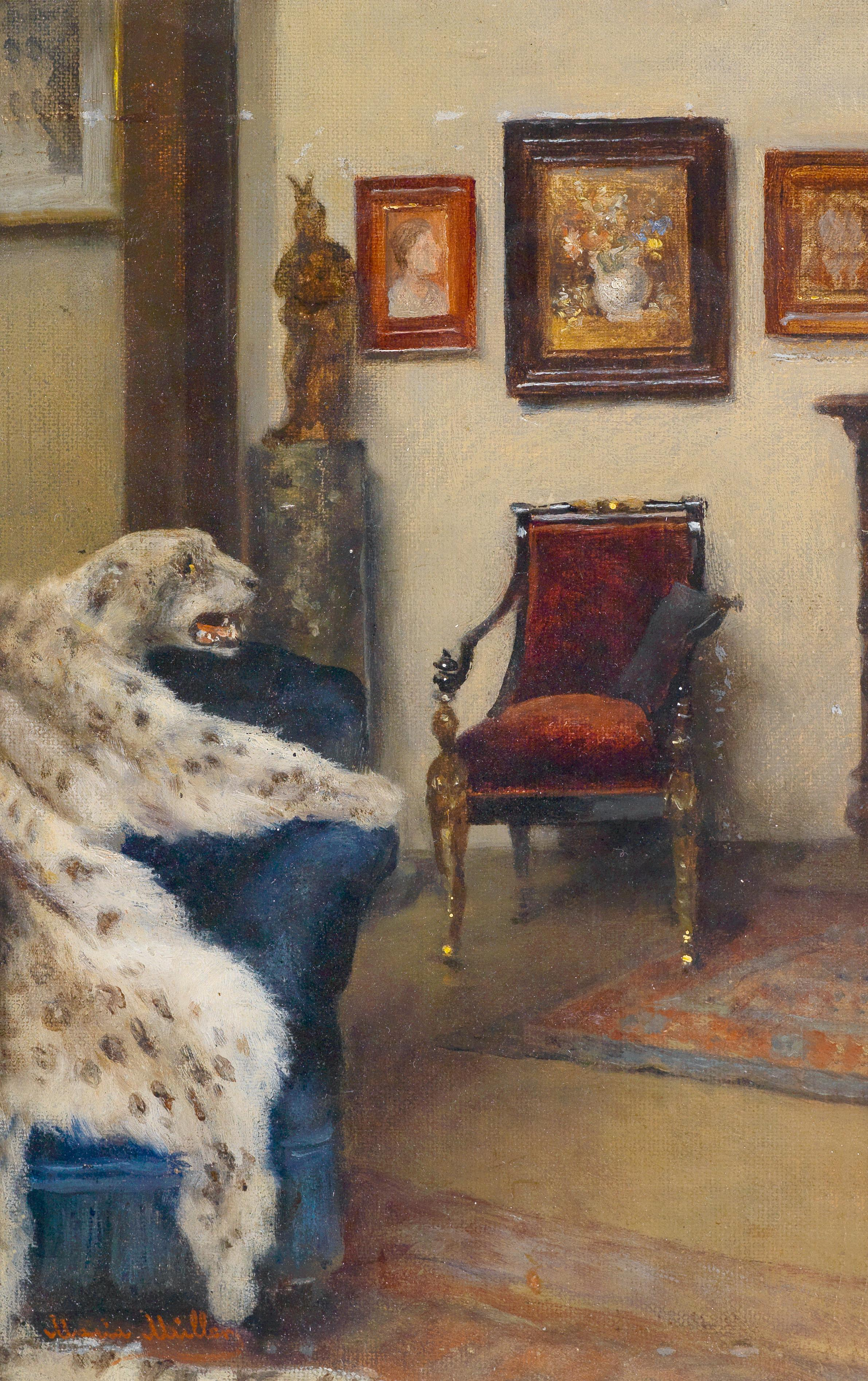
Naturalisiert, in einem Künstleratelier (spätestens 1902)

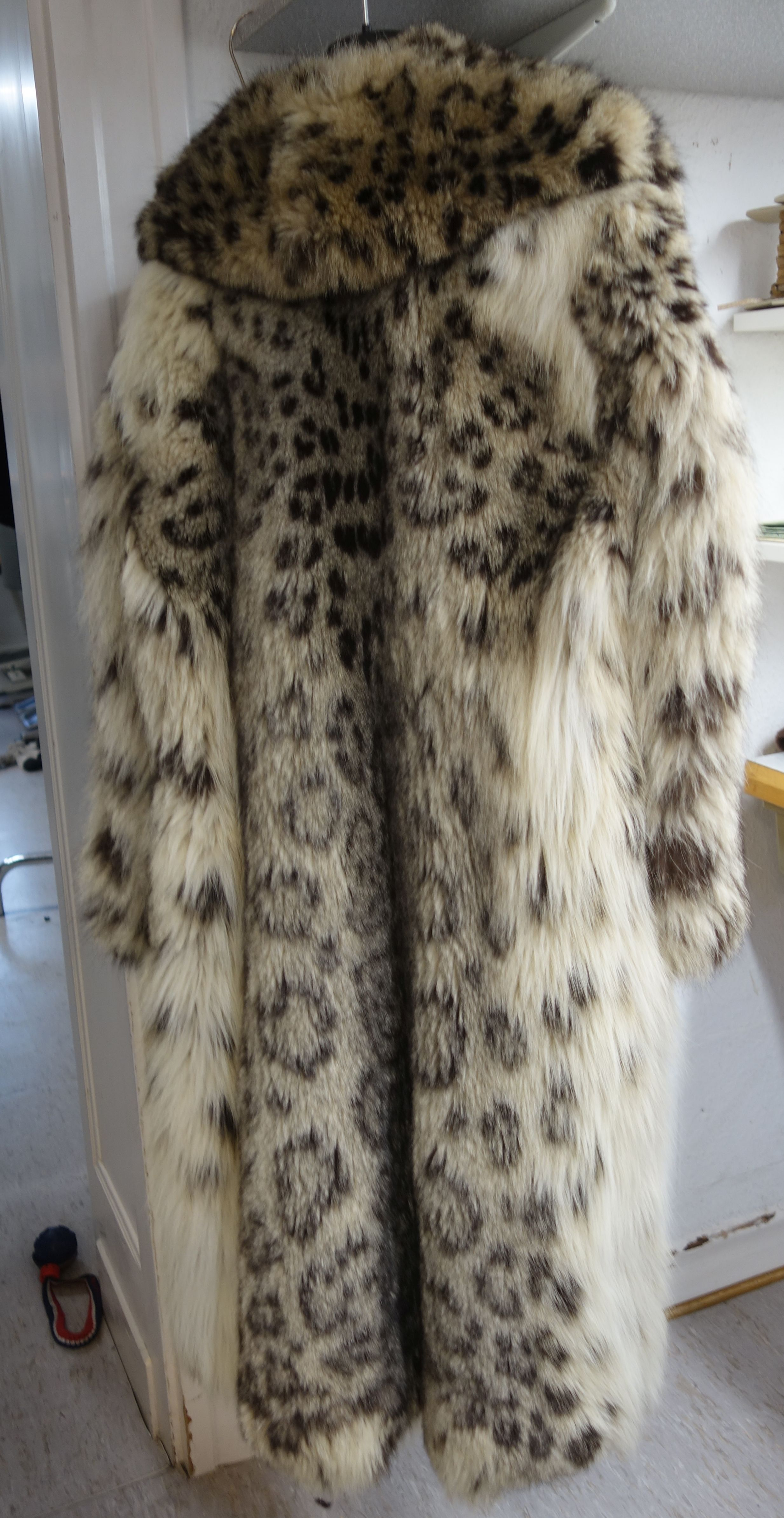
Alter Schneeleopardmantel (extrem selten, Herstellung um 1965?)

## Zahlen, Fakten
- 1911 stellte der Rauchwarenhändler Emil Brass fest, dass es schwierig sei, festzustellen, welches Quantum Irbisfelle jährlich auf den Markt kommt. Über die Pelzmesse in Nischni Nowgorod kämen wohl 500 bis 800 Felle, über China vielleicht 100 Stück. Einige hundert wurden auch in den indischen Hügelstationen Shimla etc. feilgeboten, wo sie in den Besitz von Touristen oder Anglo-Indern übergingen. Der Großhandelspreis eines Felles in Deutschland schwankte zu der Zeit zwischen 30 und 80 Mark.[11][12]
- 1925 bewegte sich der Wert für ein Schneeleopardfell im Rauchwarenhandel zwischen 100 und 300 Mark.[12]
- 1949 hieß es über den Fellanfall von Schneeleoparden: „Es kommen jedoch kaum mehr als 2-3000 Felle jährlich auf den Markt; damit kann die Pelzwirtschaft nicht viel anfangen.“[13]
- Um 1959 schätzten russische Experten den jährlichen Anfall auf etwa 1000 Stück.[4]
- 1971 war in der Mongolei die Bejagung des Schneeleoparden noch in der Zeit vom 18. Oktober bis 28. Februar erlaubt. In den Jahren vor 1971 waren die Jahresstrecken von 351 im Jahr 1958 auf über 450 angestiegen.[14]
- 1988 wurde zum Fellaufkommen bemerkt, „unbedeutend, genaue Zahlen sind nicht bekannt“.[6] Zu der Zeit war der legale Handel mit Schneeleopardfellen allerdings bereits verboten, zumindest in den ersten Jahren nach der Inschutzstellung soll in den Himalajagebieten noch stark gewildert worden sein. Wohin diese Felle gingen, wurde nicht gesagt.[2]

## Anmerkung
1. ↑  Die angegebenen vergleichenden Werte (Koeffizienten) sind das Ergebnis vergleichender Prüfung durch Kürschner und Rauchwarenhändler in Bezug auf den Grad der offenbaren Abnutzung. Die Zahlen sind nicht eindeutig, zu den subjektiven Beobachtungen der Haltbarkeit in der Praxis kommen in jedem Einzelfall Beeinflussungen durch Pelzzurichtung und Pelzveredlung sowie zahlreiche weitere Faktoren hinzu. Eine genauere Angabe könnte nur auf wissenschaftlicher Grundlage ermittelt werden. Die Einteilung erfolgte in Stufen von jeweils zehn Prozent. Die nach praktischer Erfahrung haltbarsten Fellarten wurden auf 100 Prozent gesetzt.
2. ↑  Die Angabe für ein Body erfolgte nur, um die Fellsorten besser vergleichbar zu machen. Tatsächlich wurden nur für kleine (bis etwa Bisamgröße) sowie für jeweils gängige Fellarten Bodys hergestellt, außerdem für Fellstücken. Folgende Maße für ein Mantelbody wurden zugrunde gelegt: Körper = Höhe 112 cm, Breite unten 160 cm, Breite oben 140 cm, Ärmel = 60 × 140 cm.

## Belege
1. ↑  Paul Schöps; H. Brauckhoff, Stuttgart; K. Häse, Leipzig, Richard König, Frankfurt/Main; W. Straube-Daiber, Stuttgart: Die Haltbarkeitskoeffizienten der Pelzfelle. In: Das Pelzgewerbe, Jahrgang XV, Neue Folge, 1964, Nr. 2, Hermelin Verlag Dr. Paul Schöps, Berlin, Frankfurt/Main, Leipzig, Wien, S. 56–58.
2. 1 2 3 4 5 6 7  
Heinrich Dathe, Paul Schöps, unter Mitarbeit von 11 Fachwissenschaftlern: Pelztieratlas. VEB Gustav Fischer Verlag Jena, 1986, S. 217–218.
3. 1 2  
Fritz Schmidt: Das Buch von den Pelztieren und Pelzen. F. C. Mayer Verlag, München 1970, S. 149–151.
4. 1 2 3 4  Dr. Paul Schöps, Auktionsgesellschaft Sojuspuschnina u. a.: Schneeleopard und Nebelparder. In: Das Pelzgewerbe Jg. X / Neue Folge 1959 Nr. 3, Hermelin-Verlag Dr. Paul Schöps, Berlin u. a., S. 103–107
5. ↑  K. Toldt, Innsbruck: Aufbau und natürliche Färbung des Haarkleides der Wildsäugetiere.  Verlag Deutsche Gesellschaft für Kleintier- und Pelztierzucht, Leipzig 1935, S. 148.
6. 1 2  
Christian Franke/Johanna Kroll: Jury Fränkel´s Rauchwaren-Handbuch 1988/89. 10. überarbeitete und ergänzte Neuauflage, Rifra-Verlag Murrhardt, S. 87.
7. ↑  www.wisia.de Wissenschaftliches Informationssystem zum Internationalen Artenschutz, Artenschutzdatenbank des Bundesamtes für Naturschutz in Bonn. Zuletzt abgerufen am 20. Januar 2015.
8. ↑  Paul Larisch, Josef Schmid: Das Kürschner-Handwerk. 1. Jg. Nr. 2, III. Teil, Selbstverlag, Paris November 1902, S. 60.
9. ↑  Arthur Samet: Pictorial Encyclopedia of Furs. Arthur Samet (Book Division), New York 1950, S. 330. (englisch)
10. ↑  Paul Schöps u. a.: Der Materialbedarf für Pelzbekleidung. In: Das Pelzgewerbe Jg. XVI / Neue Folge 1965 Nr. 1, Hermelin-Verlag Dr. Paul Schöps, Berlin u. a., S. 7–12.
11. ↑  
Emil Brass: Aus dem Reiche der Pelze. 1. Auflage, Verlag der „Neuen Pelzwaren-Zeitung und Kürschner-Zeitung“, Berlin 1911, S. 406–407.
12. 1 2  
Emil Brass: Aus dem Reiche der Pelze. 2. verbesserte Auflage, Verlag der „Neuen Pelzwaren-Zeitung und Kürschner-Zeitung“, Berlin 1925, S. 489–490.
13. ↑  Alexander Tuma: Pelz-Lexikon. Pelz- und Rauhwarenkunde. XVIII. Band. Verlag Alexander Tuma, Wien 1949. Stichwort „Irbis“.
14. ↑  N. Dawaa, M. Nicht, G. Schünzel: Über die Pelztiere der Mongolischen Volksrepublik (MVR) In: Das Pelzgewerbe Nr. 1, neue Folge, 1971, S. 11.